# Kaiserliche und Königliche Kriegsmarine

Oostenrijks-Hongaarse marinevlag 1869-1918

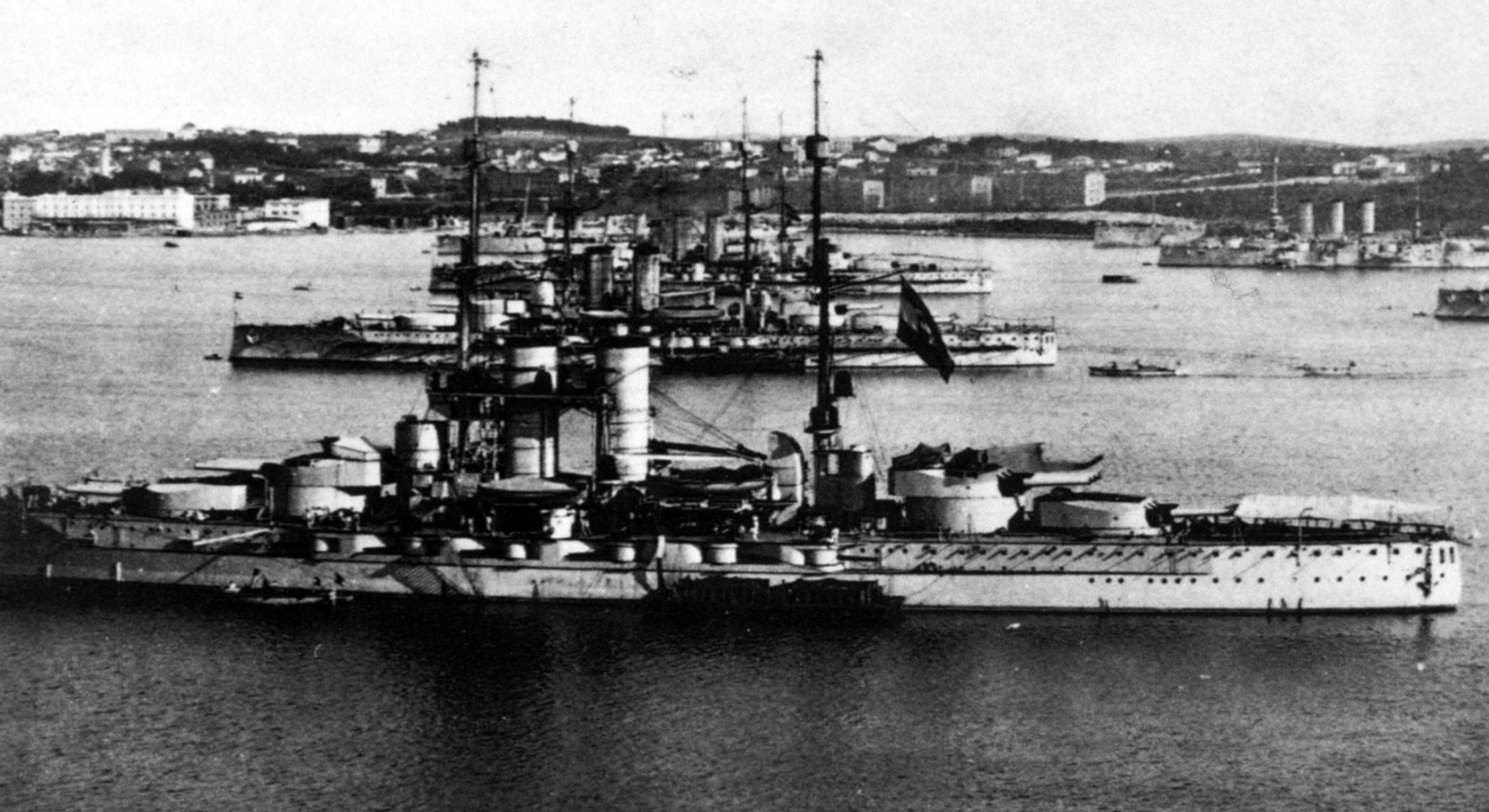
Oostenrijk-Hongaarse dreadnoughts van de Tegetthoffklasse in Pula.

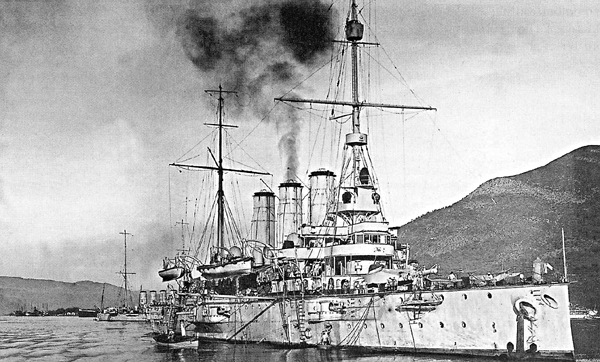
De pantserkruiser SMS Kaiser Karl VI.

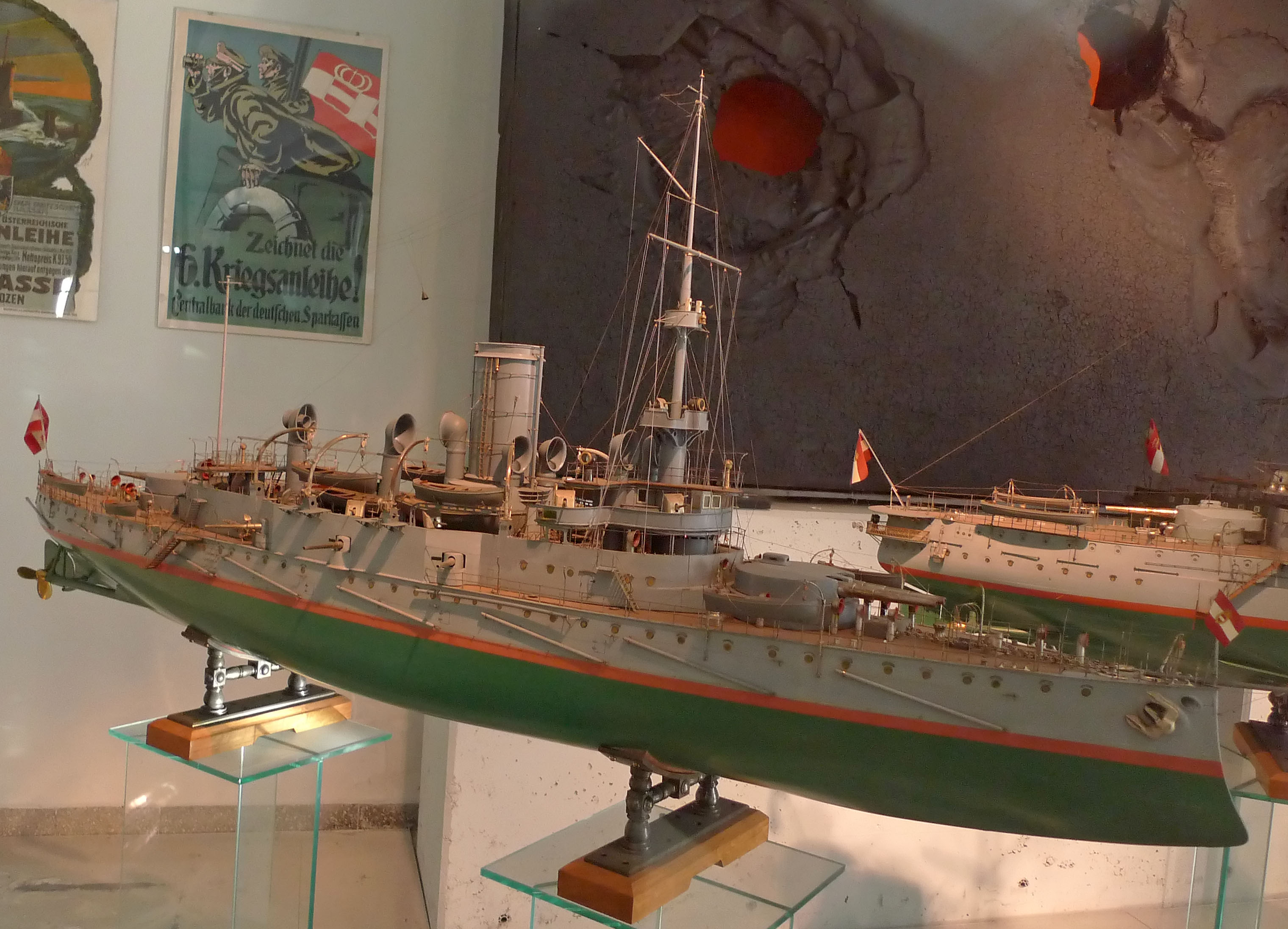
Een model van het pantserschip SMS Budapest.

De Kaiserliche und Königliche Kriegsmarine was de marine van de dubbelmonarchie Oostenrijk-Hongarije.
De marine bestond onder deze naam vanaf 1867 na de formatie van Oostenrijk-Hongarije. Hiervoor was het de Oostenrijkse marine. In 1866 versloeg het een grotere Italiaanse vloot in de Slag bij Lissa onder leiding van Wilhelm von Tegetthoff. Verder participeerde de marine in de Eerste Wereldoorlog. De Kaiserliche und Königliche Kriegsmarine hield op te bestaan na de Eerste Wereldoorlog doordat Oostenrijk-Hongarije na de oorlog opgesplitst werd in verschillende nieuwe landen. De belangrijkste marinebasis was Pula, nu in Kroatië.

## Geschiedenis
De marine onder de Habsburgers ontstond aan het einde van de 17e eeuw als een riviervloot, toen een keizerlijke Donauvloot werd uitgerust. Dit was als reactie op de dreiging van de Ottomanen over de rivier en ook als ondersteuning van eigen offensieven tegen het Ottomaanse rijk. De zogenaamde Tschaiken waren gebaseerd op een Ottomaanse ontwerp en werden vooral bemand door burgers. Deze schepen werden ontmanteld na de afvaart van de Donau, omdat het goedkoper was nieuwe schepen te bouwen dan de bestaande schepen terug stroomopwaarts te voeren.
Onder keizer Jozef II werd begonnen met de uitbouw van een zeevloot. Maar een echte vloot kwam er pas in 1797 nadat door de Vrede van Campo Formio Venetië en Dalmatië opgenomen werden in het Habsburgse rijk. Hierbij hoorde ook de Venetiaanse vloot en Venetië bleef lang de belangrijkste marinebasis van de Oostenrijkse zeevloot. Pas in de loop van de 19e eeuw werden de vloothavens van Pula en Cattaro uitgebouwd.
De Oostenrijkse marine werd ingezet bij het neerslaan van de opstanden in het keizerrijk in 1848 en 1849, onder andere bij de belegering van het opstandige Venetië. Verder diende de marine in de Duits-Deense Oorlog van 1864 en de Oostenrijks-Pruisische Oorlog van 1866. Marineschepen werden ook ingezet voor economische en wetenschappelijke missies in alle wereldzeeën. Zo maakte het fregat de SMS Novara een reis om de wereld tussen 1857 en 1859 en werd er een expeditie naar de Noordpool uitgevoerd tussen 1872 en 1874 door Payer en Weyprecht. Verder waren er nog militaire interventies nabij Kreta in 1897 en in China tijdens de Bokseropstand in 1900.
In aanloop van de Eerste Wereldoorlog werd de sterkte van de vloot opgebouwd en vanaf 1908 werden er ook onderzeeërs in dienst genomen. In de oorlog was de actieradius van de Kaiserliche und Königliche Kriegsmarine beperkt tot de Adriatische Zee door de blokkade van Otranto. Ook de Donauvloot was versterkt met de komst van riviermonitors met geschuttorens vanaf 1870. Deze schepen waren actief in de strijd tegen Servië en Roemenië.
Na de oorlog verloor rompstaat Oostenrijk zijn toegang tot de zee en werden de marineschepen verdeeld over de nieuwe landen die ontstonden uit Oostenrijk-Hongarije en over de geallieerden.

## Schepen
Hieronder een lijst van de grootste oppervlakteschepen. Net als bij de Duitse Kaiserliche Marine het geval was hadden de schepen het voorvoegsel SMS (Seiner Majestät Schiff). Naast de oppervlaktevloot was er ook nog een U-bootvloot en een Donauvloot.
| Dreadnoughts - Tegetthoffklasse - SMS Viribus Unitis (1911) - SMS Tegetthoff (1912) - SMS Prinz Eugen (1912) - SMS Szent István (1914) Pre-dreadnought slagschepen - Habsburgklasse - SMS Habsburg (1900) - SMS Árpád (1901) - SMS Babenberg (1902) - Erzherzog Karlklasse - SMS Erzherzog Karl (1903) - SMS Erzherzog Friedrich (1904) - SMS Erzherzog Ferdinand Max (1905) - Radetzkyklasse - SMS Erzherzog Franz Ferdinand (1908) - SMS Radetzky (1909) - SMS Zrinyi (1910) | Pantserschepen - SMS Kronprinz Erzherzog Rudolf (1887) - SMS Kronprinzessin Erzherzogin Stephanie (1887) - Monarchklasse - SMS Budapest (1895) - SMS Monarch (1895) - SMS Wien (1896 ) Pantserkruisers - SMS Kaiserin und Konigen Maria Theresia (1893) - SMS Kaiser Karl VI (1900) - SMS Sankt Georg (1903) | Pantserdekschepen - Kaiser Franz Joseph I-klasse - SMS Kaiser Franz Joseph I (1889) - SMS Kaiserin Elisabeth (1890) Verkenningskruisers - SMS Admiral Spaun (1910) - Novaraklasse - SMS Novara (1913) - SMS Saida (1914) - SMS Helgoland (1914) |

## Beroemd personeel
- Raimondo Montecuccoli - Italiaans generaal in Habsburgse dienst (17e eeuw)
- Wilhelm von Tegetthoff – Oostenrijkse admiraal (19e eeuw)
- Hermann von Spaun - Oostenrijks admiraal
- Miklós Horthy - Hongaars admiraal in de Eerste Wereldoorlog
- Georg von Trapp - Oostenrijkse duikbootofficier